# Nestandardna analiza
Nestandardna analiza je u matematici nekonvencionalni pristup rigoroznom zasnivanju infinitezimalnog računa kojeg je uveo Abraham Robinson sredinom 20-og stoljeća. Za razliku od zasnivanja matematičke analize na pojmu limesa preko epsilon-delta definicije koji su uveli Cauchy i Weierstrass, u nestandardnoj analizi proširuje se skup realnih brojeva tako da u izvjesnom logičkom smislu sadrži i tzv. nestandardne elemente, čime se uvodi i račun s beskonačno malim i beskonačno velikim veličinama. 
Uz iskaze u kojima se govori samo o standardnim elementima uvode se i nestandardni iskazi u kojima se pojavljuju i nestandardni elementi. Robinson uvodi i princip prijenosa (engl. transfer principle), koji omogućava da se neki standardni iskazi proširuju na izvedene nestandardne iskaze.
Jedan od najčešćih pristupa nestandardnoj analizi je preko uvođenja ultrafiltera.
Nestandardna analiza se u svom apstraktnom smislu koristi mnogo šire u matematici nego samo u matematičkoj analizi. Jedan od pravaca u nestandardnoj analizi u takvom, širem, smislu je i Nelsonova teorija unutarnjih skupova, koja nadograđuje običnu teoriju skupova. 